# Vimal Kumar
U. Vimal Kumar (Malayalam യു.വിമൽ കുമാർ; * 19. November 1962 in Trivandrum, Kerala) ist ein ehemaliger indischer Badmintonspieler.

## Karriere
Vimal Kumar gewann 1977 seinen ersten Titel bei den indischen Juniorenmeisterschaften. 1983 und 1984 siegte er bei den French Open, 1988 und 1991 bei den Welsh International. 1992 nahm er an Olympia teil und wurde 33. im Herreneinzel und 17. im Herrendoppel mit Dipankar Bhattacharjee.

## Sportliche Erfolge
| Saison | Veranstaltung                              | Disziplin    | Platz | Name                                 |
| ------ | ------------------------------------------ | ------------ | ----- | ------------------------------------ |
| 1977   | Indien: Einzelmeisterschaften der Junioren | Herrendoppel | 1     | Vimal Kumar / Sajid Edwin            |
| 1983   | French Open                                | Herreneinzel | 1     | Vimal Kumar                          |
| 1984   | French Open                                | Herreneinzel | 1     | Vimal Kumar                          |
| 1988   | Welsh International                        | Herreneinzel | 1     | Vimal Kumar                          |
| 1988   | Indien: Einzelmeisterschaften              | Herreneinzel | 1     | Vimal Kumar                          |
| 1989   | Indien: Einzelmeisterschaften              | Herreneinzel | 1     | Vimal Kumar                          |
| 1990   | Welsh International                        | Herreneinzel | 1     | Vimal Kumar                          |
| 1992   | Olympia                                    | Herrendoppel | 17    | Vimal Kumar / Dipankar Bhattacharjee |
| 1992   | Olympia                                    | Herreneinzel | 33    | Vimal Kumar                          |